# Cerdanya
Cerdanya, gyakran La Cerdanya (IPA: [səɾˈðaɲə] kiejtéseⓘ, latinul: Ceretani vagy Ceritania, franciául: Cerdagne, spanyolul: Cerdaña) a Pireneusok egyik történelmi-természetföldrajzi tájegysége. Területén 1659 óta Franciaország és Spanyolország (Katalónia) osztozik. 

## Földrajza
Jelenleg elfogadott területe 1086 km², ami csaknem pontosan fele-fele arányban oszlik meg Katalónia (50,3%) és Franciaország (49,7%) között. Nyugaton Andorrával határos.
Két részre oszlik: 
| Térkép                  | Térkép | Magyar név     | Katalán név    | Spanyol név  | Francia név    | Hely                                                                    |
| ----------------------- | ------ | -------------- | -------------- | ------------ | -------------- | ----------------------------------------------------------------------- |
| Alsó- és Felső-Cerdanya |        | Alsó-Cerdanya  | Baixa Cerdanya | Baja Cerdaña | Basse-Cerdagne | Spanyolország, Katalónia autonóm közösség, Girona és Lleida tartományok |
| Alsó- és Felső-Cerdanya |        | Felső-Cerdanya | Alta Cerdanya  | Alta Cerdaña | Haute-Cerdagne | Franciaország, Okcitánia régió, Pyrénées-Orientales megye               |

Felső-Cerdanya egy kis alsó-cerdanyai–spanyol–katalán enklávét tartalmaz Llívia körül.
Földrajzilag tulajdonképpen magasan fekvő medence, amelyet minden oldalról a Pireneusok hegyei öveznek. Délről az Elő-Pireneusokhoz tartozó Serra del Cadí (Sierra del Cadí) határolja.
Innen ered két fontosabb folyó, a Tét és a Segre.

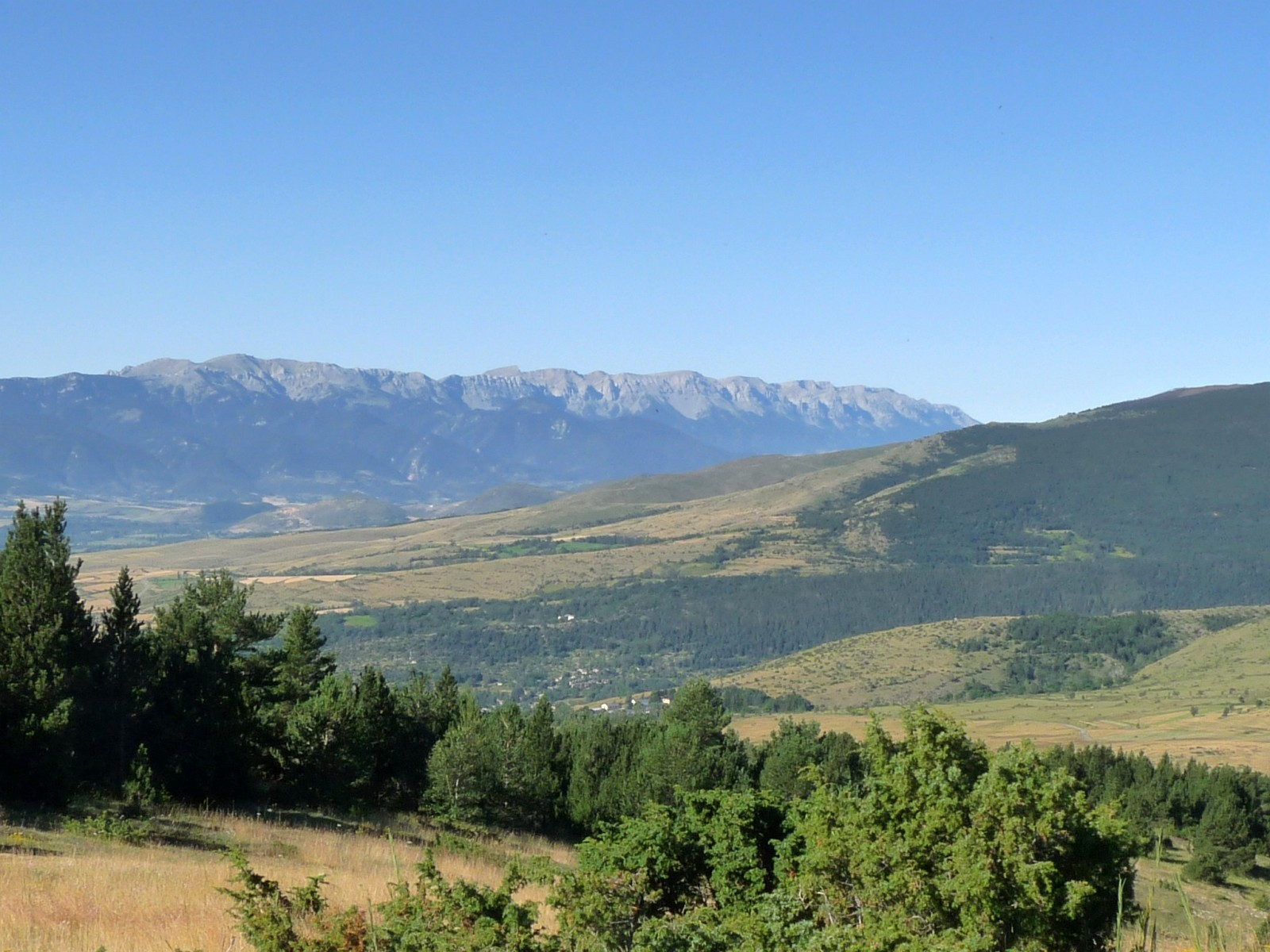
A Carol-völgy és a Serra del Cadí hegyei Dorres-ból nézve
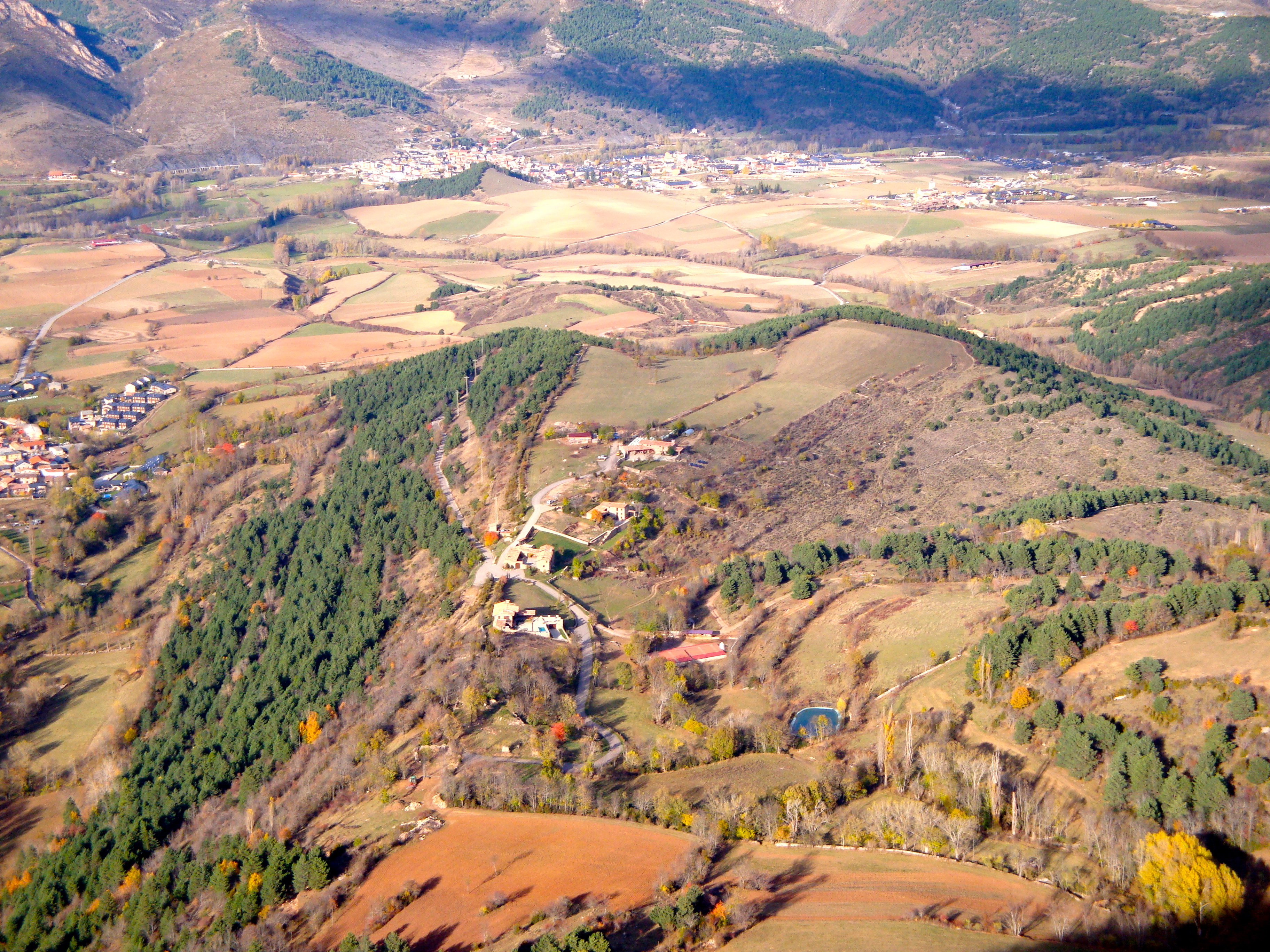
Nèfol falu környéke madártávlatból
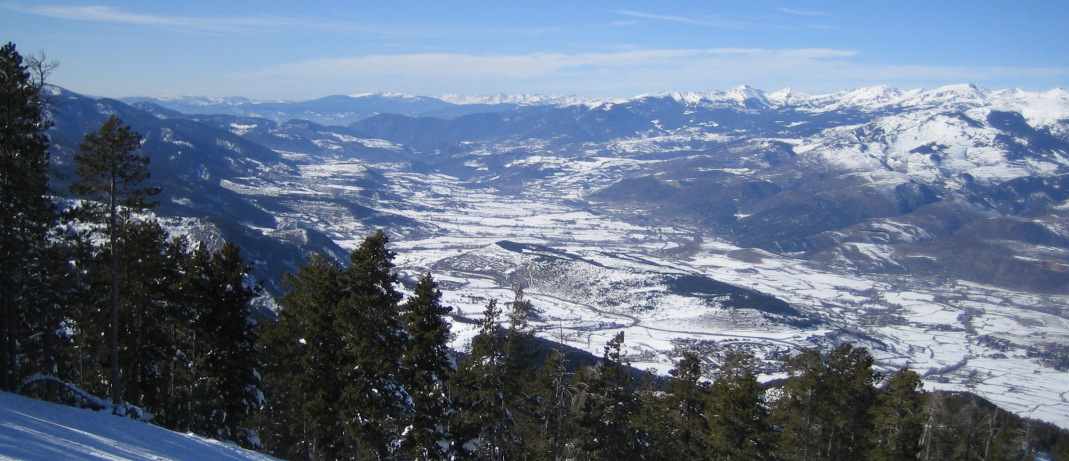
A Segre völgye télen
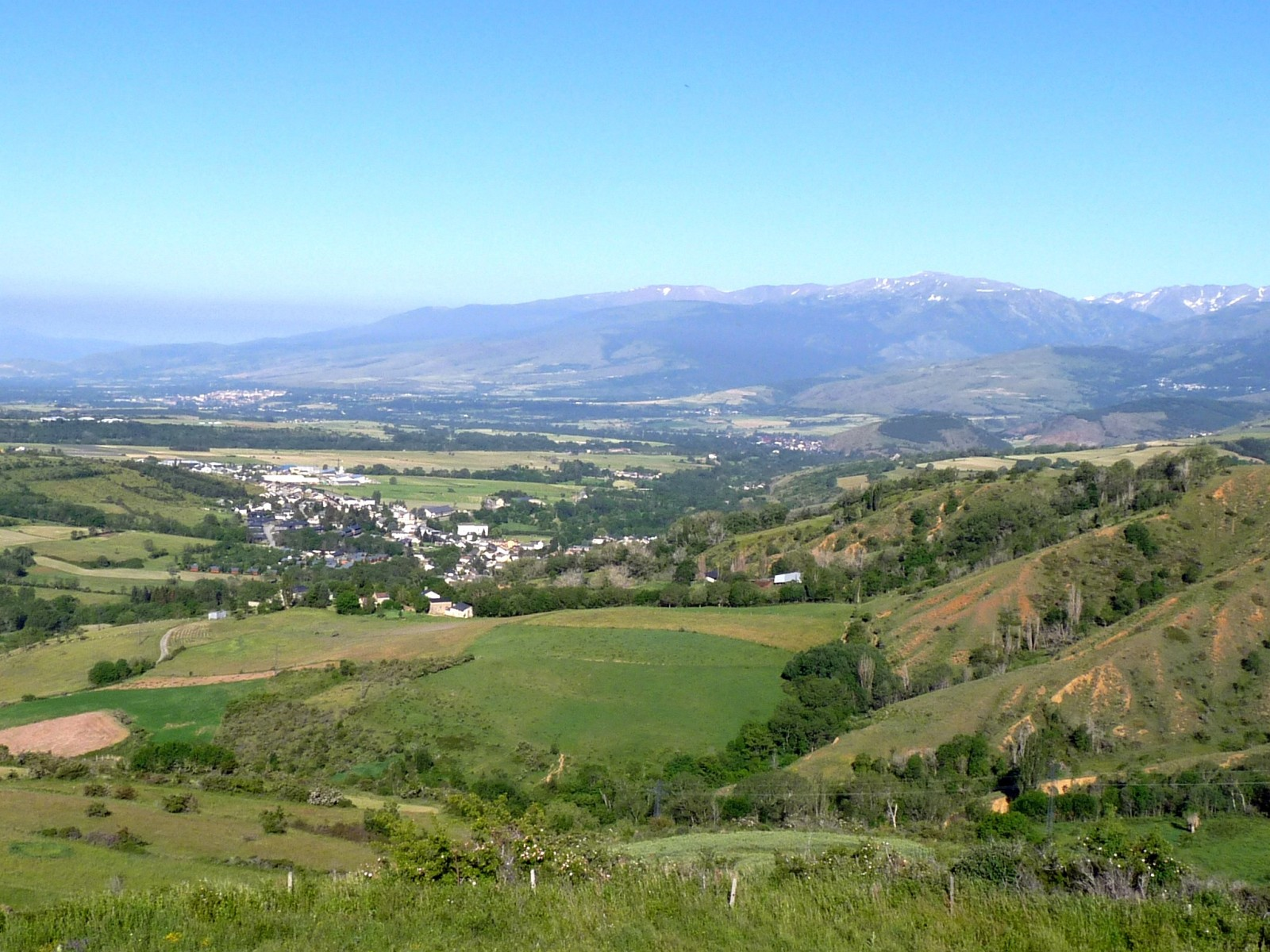
Sallagosa, Felső-Cerdanya

## Történelme

### Őskor
Az Ibériai-félszigeten az első emberek a korai hominidák voltak (Homo erectus, Homo heidelbergensis, Homo antecessor). Még a paleolitikumban a neandervölgyiek is beköltöztek.
A modern emberek (cro-magnoniak) kb. 35 ezer évvel ezelőtt érkeztek a Pireneusokba. Lehet, hogy az ő közvetlen utódaik a ma is itt élő baszkok, Nyugat-Európa egyetlen nem indoeurópai népe.

### Ókor
A föníciai, görög, majd karthágói gyarmatok a Pireneusokra nem terjedtek ki, a rómaiak azonban az i. e. 3. századtól ezeket a részeket is birodalmukhoz csatolták; a hegylánc keleti része az i. e. 197-ben létrehozott Hispania Citerior provincia határvidéke lett.

### Középkor

Hispánia 476-ban

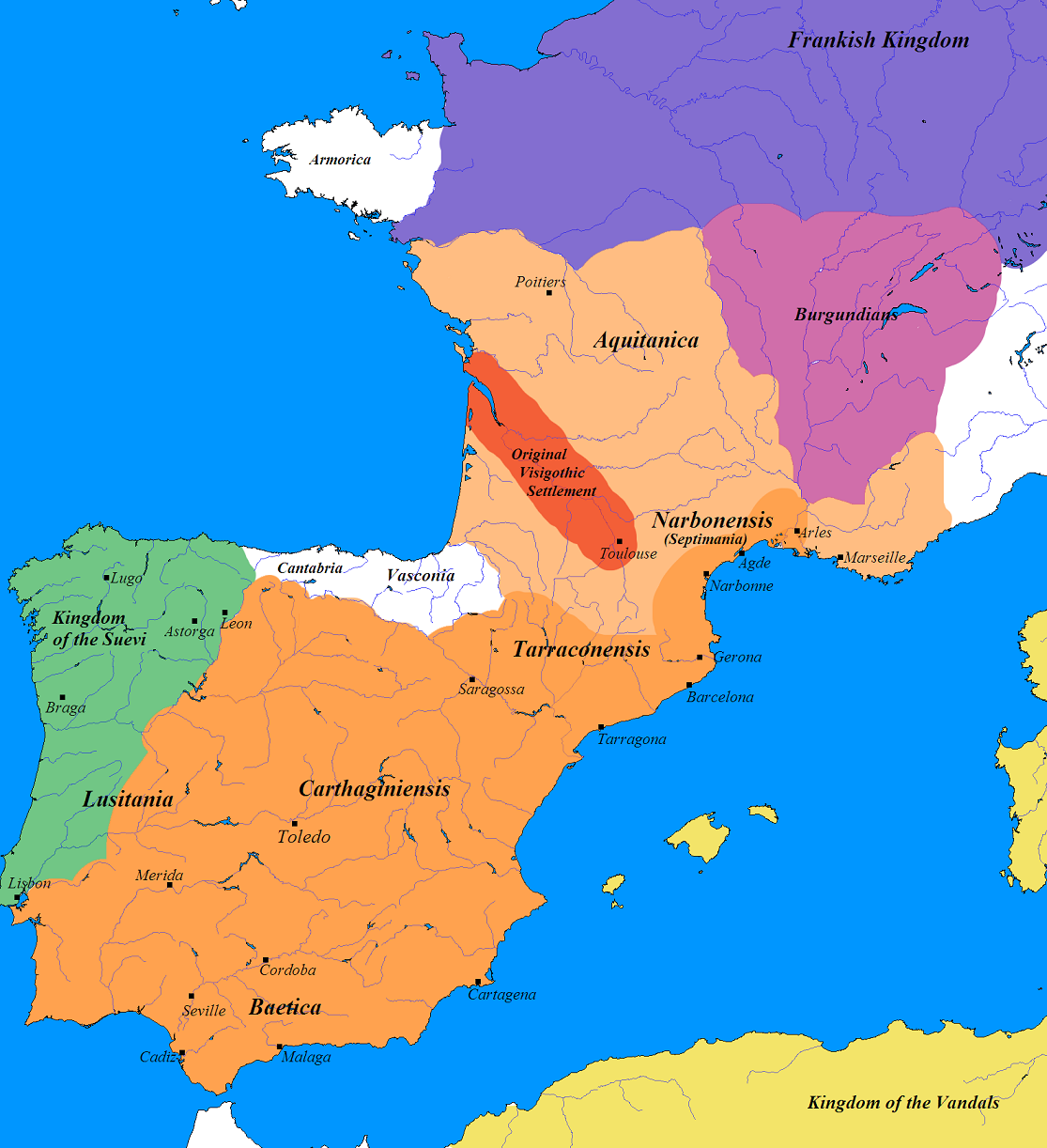
A Vizigót Királyság kialakulása és bukása (418 vagy 426 – 720

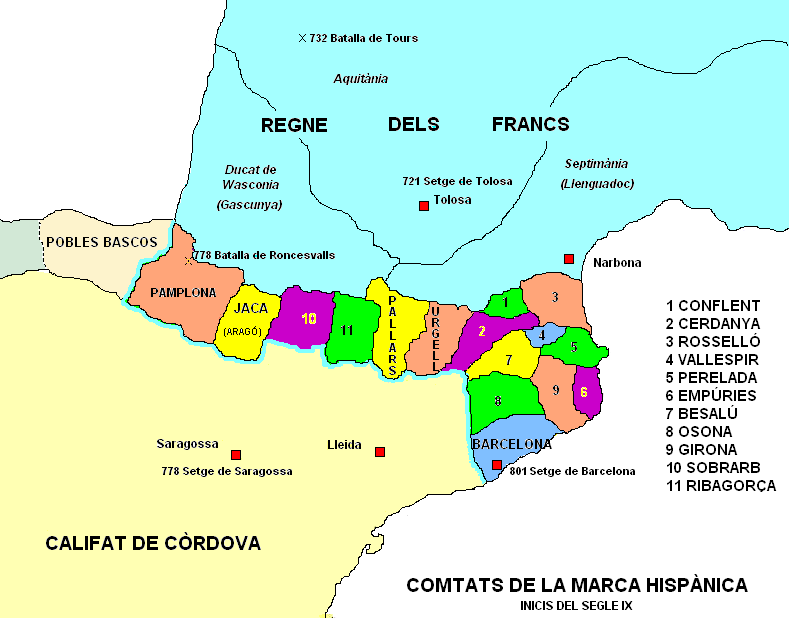
Marca Hispanica grófságai a 9. század elején

A népvándorlás részeként 407-ben a germán vandálok és szvévek vonultak át a hegyeken. Zömmel Lusitania és Carthaginiensis tartományban telepedtek le, amelyek helyén megalakították királyságukat. 418-ban (vagy 426-ban) azonban I. Theodorik gót király átkelt a Pireneusokon és megdöntötte a frissen alakult alán királyságot, Hispánia egyes részeit azonban csak fokozatosan csatolták államukhoz. 507-ben az Klodvig vezette frankok kiszorították gótokat Galliából, valamint a Pireneusok középső és nyugati részéről — a gótok csak a hegység nyugati harmadát tudták megtartani. A hegyvidék elfoglalt részein és attól északra a Garonne folyóig a frankok 602-ben szervezték meg a Baszk Hercegséget, amely 660-ban perszonálunióra lépett Akvitániával.
A Vizigót Királyság a 711-ben kezdődött arab invázió hatására omlott össze; a Pireneusokat az arab–berber csapatok 716-ban érték el. Ezzel az akkor még mórok uralta Cerdanya Andalusz és a Frank Birodalom határterületévé vált. A mórok önálló közigazgatási egységgé szervezték, amelynek élén emír állt. Ismeretes, hogy Utman ibn Naissza berber származású emír (akit a frank krónikák Munuza néven említenek) a 720-as években fellázadt Andalusz kormányzója ellen. Szövetséget kötött I. Odo akvitán herceggel, és feleségül vette annak lányát, akit valószínűleg Lampegiának hívtak. Abd ar-Rahmán ibn Abdalláh (al-Gafiqi) kormányzó azonban 731-ben legyőzte a lázadó vezért és bevette Llivia erődjét. Odo nem tudott segíteni vejének, mert al-Gafiqi támadásával egyidőben Martell Károly csapatai Akvitániát dúlták fel. Az egyenlőtlen harcban maga Utman is elesett. Feleségét, Odo lányát elfogták, és Damaszkuszba küldték a hárembe.
756-ban Abd ar-Rahmán ibn Muávija megdöntötte Andalusz utolsó kormányzójának hatalmát, és a félszigeten önálló, független emírségetalapított. Az északkeleti határvidéket azonban nem tudta közvetlenül uralma alá hajtani. A helyi hatalmasságok — Gerona, Barcelona, illetve Huesca emírjei (Cerdanya Geronához tartozott) — nem hódoltak be neki, hanem Nagy Károly frank uralkodótól kértek segítséget. Károly 778-ban átvezette seregét hegyláncon, de súlyos vereséget szenvedett, és kénytelen volt a gall területekre visszavonulni. Károly többet nem foglalkozott a mórokkal, hanem ezt a frontot 785-ben fiára,  Jámbor Lajosra bízta. A határvidéken rendkívül határozottan lépett fel a baszkokkal kimondottan ellenséges Chorso toulouse-i gróf, aki valamikor 781–785 között grófságába kebelezte Pallarsot és Ribagorçát, miközben a hegységtől délre Abd ar-Rahmán foglalta vissza a frankok által átmenetileg megszállt területeket. II. Lupus baszk herceg Adalrik (Odalric) nevű fia 787-ben vagy 789-ben elfogta Chorsot, majd olyan megegyezést erőszakolt ki Nagy Károllyal, amelynek értelmében Károly leváltotta Chorsót tisztségéből, és helyére a királyi család egy Vilmos nevű tagját nevezte ki — ő későbbi tettei miatt szent Vilmos néven vált ismertté. Chorsót túlkapásai miatt örökre száműzték.

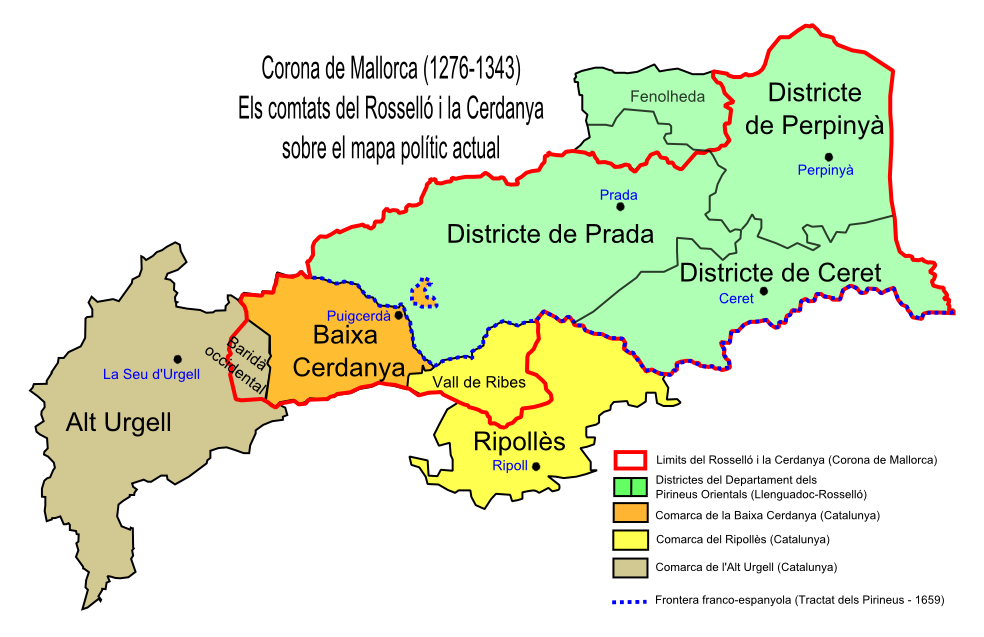
A 13–14. századi Cerdanya grófság (Rosselló és Cerdanya) területe mai közigazgatási térképre vetítve

Jámbor Lajos már 785-ben megszállta Geronát, kiterjesztve a frank hatalmat Katalónia északi peremvidékére. Az észak-hispániai muszlim vezetők folyamatosan lázadtak a córdobai fennhatóság ellen, és szívesen segítették a frankokat. A front lassan, de biztosan haladt dél felé: 795-re már Ausona és Urgel is elesett.
Ezután hozta létre Nagy Károly a mór–frank ütközőzónának szánt a Marca Hispanica tartományt, amit grófságokra tagolt. Az egyik ilyen grófság lett a többször is változó jogállású Cerdanya grófság eredetileg a Segre vízgyűjtőjének fölső részén. 

## Népesség
Teljes lakossága 2001-ben körülbelül 26 500 fő volt, akiknek 53 %-a élt Spanyolországban. 
Fontosabb települései:
- Font-Romeu (Franciaország)
- Bourg-Madame (Franciaország)
- Puigcerdà (Spanyolország, Katalónia)

## Gazdaság
A vezető gazdasági ágak az állattenyésztés és az idegenforgalom.

## Fordítás
Ez a szócikk részben vagy egészben  a   Cerdanya című angol Wikipédia-szócikk ezen változatának fordításán alapul.  Az eredeti cikk szerkesztőit annak laptörténete sorolja fel. Ez a jelzés csupán a megfogalmazás eredetét és a szerzői jogokat jelzi, nem szolgál a cikkben szereplő információk forrásmegjelöléseként.